# عمارة قبطية

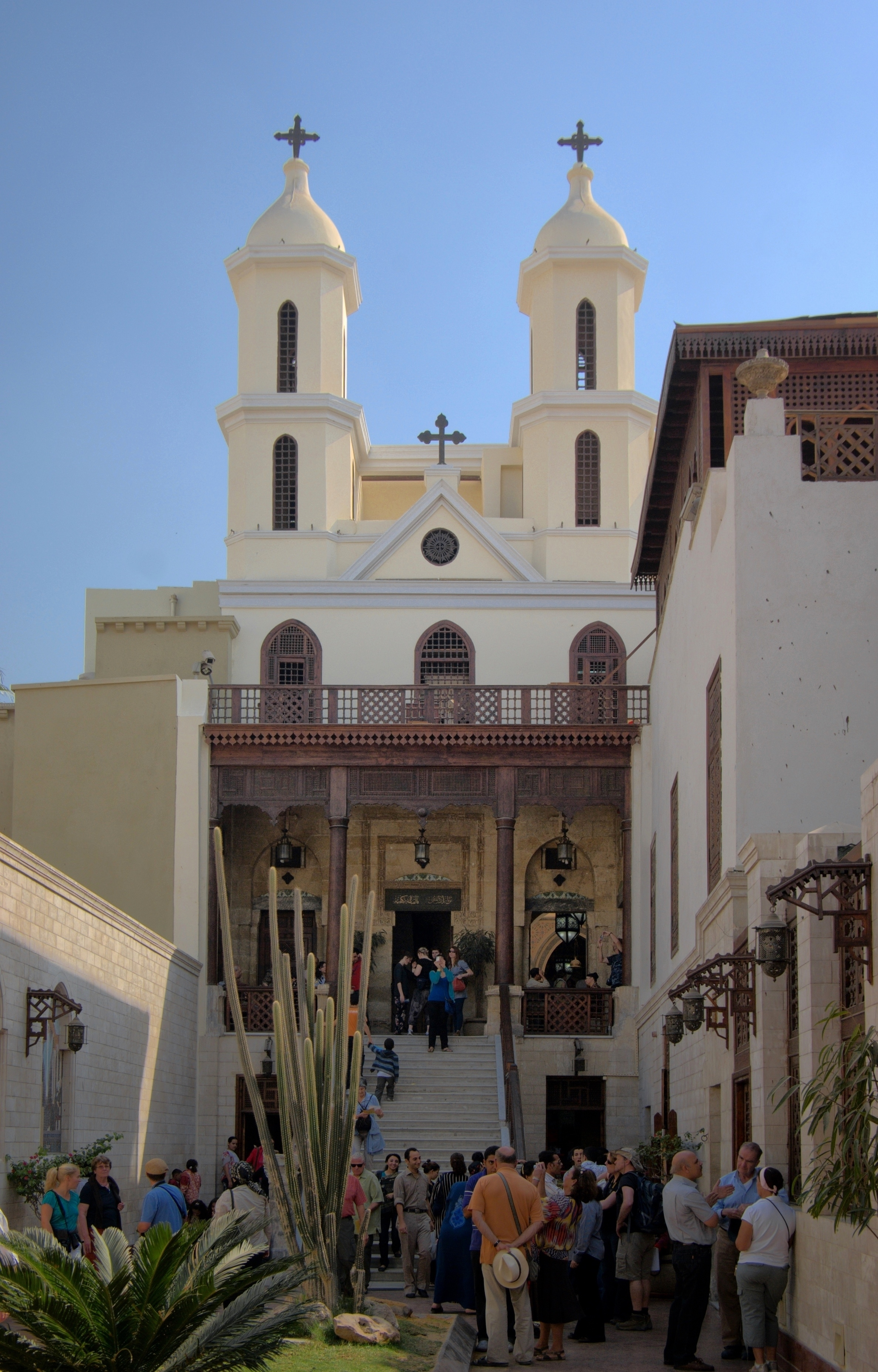
الكنيسة المعلقة بالقاهرة هي أشهر الكنائس القبطية والتي بُنيت في القرن الثالث أو الرابع.

العمارة القبطية هي عمارة المسيحيين الأقباط المعمارية، الذين يشكلون غالبية المسيحيين في مصر.
تراوحت الكنائس القبطية من الكاتدرائيات العظيمة مثل كاتدرائية القديس مرقس القبطية الأرثوذكسية إلى أصغر الكنائس في القرى الريفية. وهناك أيضًا العديد من الأديرة القديمة مثل دير الأنبا أنطونيوس. تحمل الكنائس القديمة مثل الكنيسة المعلقة في القاهرة القبطية قيمة تاريخية مهمة للكنيسة القبطية الأرثوذكسية والأقباط بشكل عام.

## الأصل والتأثير
تُرجع بعض السلطات أصول العمارة القبطية إلى العمارة المصرية القديمة، مع رؤية تشابه بين مخطط المعابد المصرية القديمة، التي تتقدم من الفناء الخارجي إلى حرم داخلي خفي إلى تلك التي تتشابه مع حرم الكنائس القبطية، مع مجاز كنيسي خارجي أو شرفة، و(في المباني اللاحقة) حرم مخبأ خلف حاجز أيقوني. ويرى آخرون أن الكنائس القبطية الأولى، مثل الكنائس البيزنطية والرومانية، تعتبر تقدما عن البازيليكا اليونانية الرومانية. تمثل أطلال الكاتدرائية في قرية الأشمونين (430-40) الناجي الرئيسي الذي يدل على الفترة الوجيزة عندما كانت الكنيسة القبطية الأرثوذكسية تمثل الدين الرسمي للدولة في مصر.
وهكذا، فمنذ بداياتها الأولى، دمجت العمارة القبطية تقاليد ومواد البناء المصرية الأصلية مع الأنماط اليونانية الرومانية والمسيحية البيزنطية. كان لأسلوب مسيحيي سوريا المجاورة تأثير متزايد بشكل كبير بعد القرن السادس، بما في ذلك استخدام أحجار الطبلة (في العمارة هي منطقة ثلاثية من الجدار المغلق في إطار الجزء العلوي للواجهة الأمامية [قوصرة]، وكثيرا ما تزين برسومات وتماثيل).
على مدى ألفي عام، جسدت العمارة القبطية الأساليب المصرية الأصلية واليونانية الرومانية والبيزنطية والأوروبية الغربية.
بعد الفتح الإسلامي لمصر، يمكن رؤية تأثير الفن والعمارة القبطية على العمارة الإسلامية المصرية مع دمج بعض السمات القبطية في البناء الإسلامي في مصر. يمكن تفسير ذلك بحقيقة أن الحكام المسلمين الأوائل في مصر، مثل الحكام البطالمة والبيزنطيين قبلهم، جندوا مصريين أصليين للقيام بأعمال البناء. في القرون اللاحقة، أدرج الفن والعمارة القبطية أيضًا زخارف مستوحاة من الأساليب الإسلامية. على وجه الخصوص، تظهر الأمثلة المبكرة القوس المشار إليه في الكنائس القبطية من القرن الرابع فصاعدًا، الذي أصبح سمة بارزة في العمارة الإسلامية، وربما انتشر من هناك إلى العمارة القوطية الأوروبية، على الرغم من أن هذه المنطقة بأكملها لا تزال مثيرة للجدل بين المؤرخين المعماريين، حيث يرى الكثيرون الآن الأصول بين الآشوريين، الذين انتشروا منها إلى بلاد فارس، انضمت إلى النمط الإسلامي.

## العمارة القبطية الحديثة
بدأت الأنماط المعمارية الأوروبية في التأثير على الكنائس القبطية في القرن الثامن عشر. من الأمثلة عن الكنائس القبطية الحديثة، التي تتميز بسمات الكنائس الأوروبية، كنيسة القديسة ماري (المرعشلي) في الزمالك، القاهرة التي صممها المهندس المعماري القبطي الشهير رمسيس ويصا واصف، ومن الأمثلة الأخرى على العمارة القبطية الحديثة هي كاتدرائية القديس مرقس القبطية الأرثوذكسية، القاهرة، بُنيت في عام 1968 وكاتدرائية رئيس الملائكة ميخائيل القبطية الأرثوذكسية في أسوان التي بُنيت في عام 2006.
كان من علامات بداية إحياء العمارة القبطية في أواخر القرن الثامن عشر بناء كاتدرائية القديس مرقس القبطية الأرثوذكسية في الأزبكية، القاهرة، التي أصبحت مقر البابا القبطي عام 1800. خُففت الأنظمة التي تمنع بناء كنائس جديدة، التي وضعها العثمانيون، تدريجياً في السنوات التالية من قبل الحكومات المتعاقبة في مصر، ما سمح بترميم العديد من الكنائس وبناء الكنائس الجديدة بعد أكثر من ثلاثمائة سنة من القيود المفروضة.
تتبعت الكنائس القبطية الحديثة عمومًا تقاليد معمارية مماثلة لتلك التي تتبعها الكنائس القديمة، ولكنها أكبر عمومًا وقد تحمل وسائل راحة وميزات حديثة. تعد كاتدرائية ميلاد المسيح في القاهرة، التي افتُتحت عام 2019، أكبر كنيسة في الشرق الأوسط.